# Щербанёв, Тимофей Карпович
Тимофей Карпович Щербанёв (20 ноября 1922 — 17 октября 1998) — командир танко-десантной роты мотострелкового батальона 202-й танковой бригады (19-й танковый корпус, 4-й Украинский фронт). Подполковник. Герой Советского Союза.

## Биография
Родился 20 ноября 1922 года в селе Ново-Херсонское ныне Мугалжарского района Актюбинской области, Казахстана в крестьянской семье. Окончил 10 классов. В Красную Армию призван в мае 1941 года Джурунским РВК Актюбинской области.
В 1941 году окончил Астраханское стрелково-пулемётное училище.
В 1943 году вступил в ВКП(б).

#### Великая Отечественная война
На фронте — с сентября 1941 года. Воевал на Воронежском, Брянском, Центральном, 4-м Украинском фронтах. Участвовал в боях на территории Литовской ССР, Латвийской ССР, в разгроме Курляндской группировки противника.
Четыре раза был ранен.

##### Подвиг
Из наградного листа:

Товарищ Щербанёв, командуя десантом автоматчиком на танках, первым ворвался 11.4.44 в г. Джанкой. Смелым и стремительным ударом посеял панику в обороняющем Джанкой немецко-румынском гарнизоне. Уничтожив до 300 солдат и офицеров противника и захватив свыше 200 человек в плен, предрешил дерзким и смелым манёвром своих автоматчиков захват г. Джанкой. …В бою в районе Зуя… тов. Щербанёв с ротой автоматчиков в коротком бою огнём своих автоматов уничтожил до 400 солдат и офицеров противника. При отражении беспрерывных ночных контратак противника, пытавшегося проскочить к Симферополю, т. Щербанёв со своей ротой отбил все контратаки, нанеся большой урон противнику. Лично сам из автомата уничтожил до 70 солдат и офицеров противника. В боях на подступах к Севастополю обеспечил выполнение поставленной задачи.

Указом Президиума Верховного Совета СССР от 24 марта 1945 года за образцовое выполнение боевых заданий Командования на фронте борьбы с немецкими захватчиками и проявленные при этом отвагу и геройство лейтенанту Щербаневу Тимофею Карповичу присвоено звание Героя Советского Союза с вручением ордена Ленина и медали «Золотая Звезда».

#### Послевоенное время
В 1948 году Щербанёв окончил курсы усовершенствования офицерского состава, в 1956 году — центральные специальные курсы. С 1961 года подполковник Щербанёв — в запасе. 
Жил в Омске. На протяжении многих лет работал в Омском речном училище, а позднее - в Иртышском пароходстве.
Умер 17 октября 1998 года. Похоронен на Старо-Северном кладбище Омска.

## Награды
- Медаль «Золотая Звезда» (24.03.1945)[2][3];
- орден Ленина[1] (24.03.1945);
- орден Красного Знамени[1] (16.11.1944)[4];
- орден Отечественной войны I степени (11.03.1985)[5];
- два ордена Красной Звезды[1] (03.08.1943[6]; 30.12.1943[7]);
- медаль «За боевые заслуги»;
- медали.

## Память
Имя Героя присвоено одной из улиц города Омска.